# Алгабас (Нуринський район)
Алгаба́с (каз. Алғабас) — село у складі Нуринського району Карагандинської області Казахстану. Входить до складу Кизилтальського сільського округу.
Населення — 295 осіб (2021; 466 у 2009, 633 у 1999, 726 у 1989).
Національний склад станом на 1989 рік:
- казахи — 48 %;
- німці — 38 %.

Станом на 1989 рік село називалось Пушкіно.